# Sylvanus Okpala
Sylvanus Okpala (ur. 5 maja 1961) – nigeryjski piłkarz grający na pozycji pomocnika. W swojej karierze grał w reprezentacji Nigerii.

## Kariera klubowa
Swoją karierę piłkarską Okpala rozpoczął w klubie Enugu Rangers. W 1979 roku zadebiutował w nim w pierwszej lidze nigeryjskiej i grał w nim do 1983 roku. Wraz z nim wywalczył dwa mistrzostwo Nigerii w sezonach 1981 i 1982 oraz zdobył dwa Puchary Nigerii w sezonach 1981 i 1983.
W 1983 roku Okpala przeszedł do portugalskiego drugoligowca, União Madeira. Grał w nim przez rok i w 1984 roku przeszedł do CS Marítimo. W sezonie 1984/1985 wywalczył z nim awans z drugiej do pierwszej ligi portugalskiej. W 1986 roku wrócił do União Madeira. W sezonie 1988/1989 awansował z nim do pierwszej ligi. Latem 1989 przeszedł do CD Nacional. Grał w nim do 1991 roku, czyli do końca swojej kariery. W sezonie 1990/1991 spadł z Nacionalem z pierwszej do drugiej ligi Portugalii.
| Sezon   | Klub          | Kraj       | Rozgrywki     | Mecze | Bramki |
| ------- | ------------- | ---------- | ------------- | ----- | ------ |
| 1979    | Enugu Rangers | Nigeria    | I liga        | ?     | ?      |
| 1980    | Enugu Rangers | Nigeria    | I liga        | ?     | ?      |
| 1981    | Enugu Rangers | Nigeria    | I liga        | ?     | ?      |
| 1982    | Enugu Rangers | Nigeria    | I liga        | ?     | ?      |
| 1983    | Enugu Rangers | Nigeria    | I liga        | ?     | ?      |
| 1983/84 | União Madeira | Portugalia | Segunda Liga  | 24    | 6      |
| 1984/85 | CS Marítimo   | Portugalia | Segunda Liga  | 27    | 8      |
| 1985/86 | CS Marítimo   | Portugalia | Primeira Liga | 23    | 3      |
| 1986/87 | União Madeira | Portugalia | Segunda Liga  | ?     | ?      |
| 1987/88 | União Madeira | Portugalia | Segunda Liga  | 26    | 13     |
| 1988/89 | União Madeira | Portugalia | Segunda Liga  | 27    | 11     |
| 1989/90 | CD Nacional   | Portugalia | Primeira Liga | 34    | 3      |
| 1990/91 | CD Nacional   | Portugalia | Primeira Liga | 7     | 0      |

## Kariera reprezentacyjna
W reprezentacji Nigerii Okpala zadebiutował w 1980 roku. W tym samym roku wziął udział w Igrzyskach Olimpijskich w Moskwie, a także w Pucharze Narodów Afryki 1980. Wystąpił w nim w czterech meczach: grupowych z Tanzanią (3:1), z Wybrzeżem Kości Słoniowej (0:0) i z Egiptem (1:0) i półfinałowym z Marokiem (1:0). Z Nigerią wywalczył mistrzostwo Afryki.
W 1982 roku Okpala został powołany do kadry na Puchar Narodów Afryki 1982. Na tym turnieju zagrał jednym meczu grupowym, z Etiopią (3:0). W kadrze narodowej grał do 1988 roku.